# Ołeksijiwka (rejon kupiański)
Ołeksijiwka (ukr. Олексіївка) – wieś na Ukrainie, w obwodzie charkowskim, w rejonie kupiańskim. W 2001 liczyła 34 mieszkańców, spośród których 32 posługiwało się językiem ukraińskim, a 2 rosyjskim.